# اسبری اتوموتیو
اسبری اتوموتیو (انگلیسی: Asbury Automotive) شرکت نمایندگی خودروی آمریکایی است، که در سال ۱۹۹۵ تأسیس شد.